# Governo Stojadinović I
Il Governo Stojadinović I guidato da Milan Stojadinović resse il Regno di Jugoslavia dal 24 giugno 1935 al 7 marzo 1936.

## Composizione
| Carica                                                               | Titolare | Titolare                              | Titolare                               | Note                      |
| -------------------------------------------------------------------- | -------- | ------------------------------------- | -------------------------------------- | ------------------------- |
| Presidente del Consiglio dei Ministri e Ministro degli Affari Esteri |          |                                       | Milan Stojadinović                     | Unione Radicale Jugoslava |
| Ministro dell'Esercito e della Marina                                |          |                                       | Petar Živković                         |                           |
| Ministro dell'Interno                                                |          |                                       | Anton Korošec                          |                           |
| Ministro della giustizia                                             |          |                                       | Ljudevit Auer (fino al 24/08/1935)     |                           |
| Ministro della giustizia                                             |          | Mile Miškulin                         |                                        |                           |
| Ministro dell'Istruzione                                             |          |                                       | Dobrivoje Stošović                     |                           |
| Ministro delle finanze                                               |          |                                       | Dušan Letica                           |                           |
| Ministro delle Infrastrutture                                        |          |                                       | Miloš Bobić (fino al 22/12/1935)       |                           |
| Ministro delle Infrastrutture                                        |          | Marko Kožulj                          |                                        |                           |
| Ministro del Commercio e dell'Industria                              |          |                                       | Milan Vrbanić                          |                           |
| Ministro dell'agricoltura                                            |          |                                       | Svetozar Stanković                     |                           |
| Ministro delle Poste, Telegrafi e Telefoni                           |          |                                       | Branko Kaluđerčić                      |                           |
| Ministro delle foreste e delle miniere                               |          |                                       | Ignjat Stefanović (fino al 24/08/1935) |                           |
| Ministro delle foreste e delle miniere                               |          | Đura Janković                         |                                        |                           |
| Ministro dei Trasporti                                               |          |                                       | Mehmed Spaho                           |                           |
| Ministro delle politiche sociali e della sanità pubblica             |          |                                       | Nikola Preka (fino al 24/08/1935)      |                           |
| Ministro delle politiche sociali e della sanità pubblica             |          | Mirko Komnenović (fino al 22/12/1935) |                                        |                           |
| Ministro delle politiche sociali e della sanità pubblica             |          | Dragiša Cvetković                     |                                        |                           |
| Ministro dell'educazione fisica                                      |          |                                       | Mirko Komnenović (fino al 22/12/1935)  |                           |
| Ministro dell'educazione fisica                                      |          | Dragiša Cvetković                     |                                        |                           |
| Ministro senza portafoglio                                           |          |                                       | Šefkija Behmen                         |                           |
| Ministro senza portafoglio                                           |          |                                       | Đura Janković (fino al 24/08/1935)     |                           |
| Ministro senza portafoglio                                           |          |                                       | Miha Krek (fino al 01/09/1935)         |                           |